# Shawn Desman

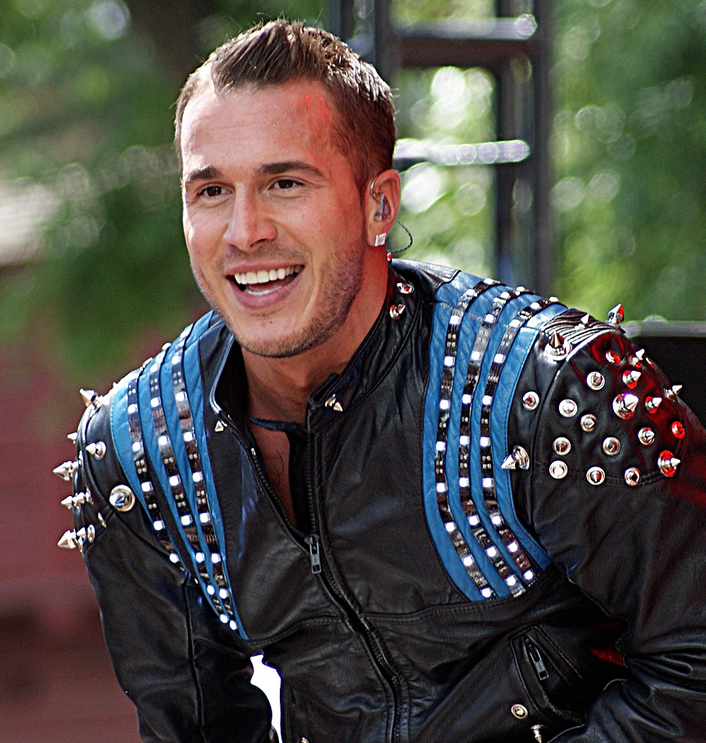
Shawn Desman (2011)

Shawn Bosco Fernandes (* 12. Januar 1982 in Toronto, Ontario) ist ein kanadischer R&B-Sänger portugiesischer Herkunft.

## Künstlerisches Wirken
Sein erstes Album „Shawn Desman“ brachte er im Jahre 2002 in Kanada heraus. In Kanada erreichten die drei ausgekoppelten Singles „Shook“, „Spread My Wings“ und „Get Ready“ die Top 10. Im Mai 2005 brachte Sony BMG Canada Fernandes’ zweites Album „Back For More“ heraus, das einen noch größeren Erfolg erzielte. Aus diesen Album wurden 2005 die Singles „Let's Go“ und „Red Hair“ in Kanada veröffentlicht.
Auf den deutschen Markt wurde Desmans erste Single erst im Jahr 2006 platziert, „Let's Go“ stieg mit Platz 27 in die deutschen Single-Charts ein. Auch „Back for More“ erschien erst 2006 in Deutschland in einer Neuauflage. Diese unterscheidet sich von der kanadischen Auflage durch Trackliste und Cover-Farbe. 2007 folgte seine Single „Shook“.

## Diskografie

### Alben
| Jahr | Titel         | Höchstplatzierung, Gesamtwochen, AuszeichnungChartplatzierungen (Jahr, Titel, Platzierungen, Wochen, Auszeichnungen, Anmerkungen) | Höchstplatzierung, Gesamtwochen, AuszeichnungChartplatzierungen (Jahr, Titel, Platzierungen, Wochen, Auszeichnungen, Anmerkungen) | Anmerkungen                            |
| Jahr | Titel         | DE | CA | Anmerkungen                            |
| ---- | ------------- | --- | --- | -------------------------------------- |
| 2002 | Shawn Desman  | — | CA38 Gold · (… Wo.)CA | Erstveröffentlichung: 30. Oktober 2002 |
| 2005 | Back for More | — | — | Erstveröffentlichung: 3. Mai 2005      |
| 2010 | Fresh         | — | CA29 (… Wo.)CA | Erstveröffentlichung: 3. August 2010   |
| 2013 | Alive         | — | — | Erstveröffentlichung: 5. Februar 2013  |

### Singles
| Jahr | Titel Album                   | Höchstplatzierung, Gesamtwochen, AuszeichnungChartplatzierungen (Jahr, Titel, Album, Platzierungen, Wochen, Auszeichnungen, Anmerkungen) | Höchstplatzierung, Gesamtwochen, AuszeichnungChartplatzierungen (Jahr, Titel, Album, Platzierungen, Wochen, Auszeichnungen, Anmerkungen) | Anmerkungen                           |
| Jahr | Titel Album                   | DE | CA | Anmerkungen                           |
| ---- | ----------------------------- | --- | --- | ------------------------------------- |
| 1999 | Don’t Wanna Lose You –        | — | CA19 (… Wo.)CA | Erstveröffentlichung: 1999            |
| 2002 | Get Ready Shawn Desman        | — | CA1 (… Wo.)CA | Erstveröffentlichung: 22. August 2002 |
| 2002 | Shook Shawn Desman            | DE64 (9 Wo.)DE | CA3 Gold · (… Wo.)CA | Erstveröffentlichung: 2002            |
| 2005 | Let’s Go Back For More        | DE27 (4 Wo.)DE | CA6 (… Wo.)CA | Erstveröffentlichung: 2005            |
| 2010 | Shiver Fresh                  | — | CA18 Gold · (20 Wo.)CA | Erstveröffentlichung: März 2010       |
| 2010 | Night Like This Fresh         | — | CA22 Platin · (28 Wo.)CA | Erstveröffentlichung: Juli 2010       |
| 2010 | Electric Fresh                | — | CA23 Platin · (26 Wo.)CA | Erstveröffentlichung: November 2010   |
| 2012 | Nobody Does It Like You Alive | — | CA18 Gold · (20 Wo.)CA | Erstveröffentlichung: Juni 2012       |
| 2012 | Dum Da Dum Alive              | — | CA32 (20 Wo.)CA | Erstveröffentlichung: Oktober 2012    |

## Auszeichnungen
- 2006 – R&B/Soul Recording of the Year (Juno Awards)

## Sonstiges
Shawn Fernandes arbeitete als Model für die Herbst-/Winter-Kollektion 2006 von „New Yorker“. Er ist für seine außergewöhnliche Frisur, den „Sidehawk“ (einen schrägen kurzen Irokesenschnitt) bekannt.
Im Film „Honey“ singt Shawn Fernandes mit Jessica Alba den Hit „Sexy“.
Shawn hat zwei Brüder: Daniel (bekannter als Danny Fernandes) und Jonathan.